# Viva Zapata!
A Viva Zapata! Elia Kazan 1952-ben bemutatott, amerikai, fekete-fehér, életrajzi témájú játékfilmje a mexikói forradalom egyik hőséről, Emiliano Zapatáról. A film végigköveti Zapata életét a forradalom kitörését megelőző évtől haláláig, nem pontosan, de nagyjából a valós történelmi eseményeknek megfelelően.

## Cselekmény
|  | Alább a cselekmény részletei következnek! |

A film 1909-ben kezdődik, amikor Morelos állambeli földművesek megjelennek Porfirio Díaz elnök előtt, és elpanaszolják neki, hogy a nagybirtokosok elveszik földjeiket. A jóindulatúnak mutatkozó elnök megígéri, hogy majd a bíróságok elrendezik az ügyeket, és a parasztok már örömmel távoznának, amikor egyikük visszaszól az elnöknek, hogy nem fogják tudni bizonyítani, hogy a föld az övék, mert a határköveket is elkerítették, és fegyverrel őrzik a területeket. Az elnök indulatba jön, és a parasztok neveit tartalmazó listán bekarikázza a visszabeszélő ember nevét: Emiliano Zapatáét.
Ezután lassan megismerjük a főszereplőt: egyszerű gondolkodású, igazságszerető, hasonló sorsú társaiért mindig kiálló ember, azonban műveletlen, még olvasni sem tud. Amikor 1910-ben Francisco Ignacio Madero felkelésre szólít fel Díaz elnök megdöntésére, vegyes érzésekkel fogadja az ismeretlen Madero üzenetét. Eleinte nem akar részt venni a felkelésben, inkább rendezni próbálja életét, mert szerelmének, Josefának az apja csak úgy lenne hajlandó hozzáadni lányát. Azonban egyszer meglátja, hogy rendőrök egy öreg ismerősét kötélen vezetik, ráadásul ártatlanul, ezért rátámad a rendőrökre. Innentől kezdve nem lehet nyugodt: tudja, hogy üldözni fogják. Mivel így már nincs veszítenivalója, csatlakozik a maderista forradalomhoz.
Hamarosan kiderül, hogy kiváló vezéregyéniség, ezért Madero tábornoki rangra emeli. Újra megpróbálkozik Josefa megkérésével, és éppen a leánykérés idején érkezik meg hozzá a hír: Díaz elnök lemondott és elmenekült. Nagy népünnepély kezdődik, mindenki Zapatát élteti, később pedig megtartják az esküvőt is.
Miután Díaz helyett Maderót választották meg elnöknek, Zapata elmegy hozzá, de azonnal csalódik. A várt földosztás, a parasztok megsegítése egyelőre elmarad, mivel Madero csak annyit tud ismételgetni, hogy idő kell, amíg jogilag rendezik a helyzetet. Zapata hiába bizonygatja, hogy a parasztoknak nincs idejük, mert szántani-vetni kell, nem tehet semmit. Miután távozik az elnöki irodából, már megjelenik Victoriano Huerta, aki azt javasolja az elnöknek, takarítsák el az útból a továbbra is lázongó Zapatát. Madero erre nem hajlandó, így hamarosan Huerta is szembe fordul az elnökkel. A valóságos tragikus tíz nap történései kimaradnak a filmből, de Madero elfogása és meggyilkolása így is megtörténik.
Zapata ezután már a hatalmat magához ragadó Huerta ellen harcol, majd Pancho Villa segítségével az ő hatalmát is megdöntik. Villa azt javasolja, Zapata legyen az elnök, ő azonban nem fogadja el az ajánlatot. Ennek ellenére beül a hivatalba, és ugyanúgy fogadja a hozzá érkező ügyeket, mint annak idején Díaz. Amikor morelosbeli ismerősei jönnek hozzá panaszkodni, méghozzá saját testvérére, ugyanúgy időt kér, mint korábban Madero, végül ugyanúgy feldühödik, mint régebben Díaz, sőt, még egy papíron be is karikázza a visszabeszélő paraszt nevét. Ebben a pillanatban veszi észre, hogy mi történt vele: elkezdett úgy viselkedni, mint azok, akik ellen eddig harcolt. Szó nélkül összetépi a papírt, fogja a puskáját, és örökre elhagyva a hivatalt, hazatér sajátjaihoz.
Mivel a Huertát követő Venustiano Carranza rendszere sem hoz semmi változást a földművesek világában (Carranza nem szerepel a filmben), ellenük is küzd, de végül csapdába csalják: Jesús Guajardo úgy tesz, mintha átállna Zapatáékhoz, és felajánlja, hogy átadja nekik azt a rengeteg lőszert, amit egy haciendán őriznek. A bajt előre megérző felesége hiába kérleli, Zapata hajthatatlan, és elmegy az haciendára, ahol azonban szitává lövik. Fehér lova ugyanakkor elmenekül.
Holttestét közszemlére teszik falujában, hogy mindenki láthassa, hogyan járnak a „lázadók”. A nők siratni kezdik, de a férfiak azt kezdik beszélni, hogy nem is az övé a holttest, ő valójában felhúzódott a hegyekbe, és amikor szükség lesz rá, újra előjön. A film azzal zárul, hogy Zapata fehér lovát látjuk a hegyek között.
|  | Itt a vége a cselekmény részletezésének! |

## Szereposztás
- Marlon Brando ... Emiliano Zapata
- Jean Peters ... Josefa Zapata
- Anthony Quinn ... Eufemio Zapata
- Joseph Wiseman ... Fernando Aguirre
- Arnold Moss ... Don Nacio
- Alan Reed ... Pancho Villa
- Margo ... katonalány
- Harold Gordon ... Francisco Ignacio Madero
- Lou Gilbert ... Pablo
- Frank Silvera ... Victoriano Huerta
- Florenz Ames ... Señor Espejo
- Richard Garrick ... idős tábornok
- Fay Roope ... Porfirio Díaz
- Mildred Dunnock ... Señora Espejo

## Díjak és jelölések
| 1953 | Oscar-díj                  | Legjobb férfi mellékszereplő          | Anthony Quinn                                                      | Elnyerte |
| 1953 | Oscar-díj                  | Legjobb férfi főszereplő              | Marlon Brando                                                      | Jelölés  |
| 1953 | Oscar-díj                  | Legjobb történet/forgatókönyv         | John Steinbeck                                                     | Jelölés  |
| 1953 | Oscar-díj                  | Legjobb művészeti rendezés, dekoráció | Lyle R. Wheeler, Leland Fuller, Thomas Little, Claude E. Carpenter | Jelölés  |
| 1953 | Oscar-díj                  | Legjobb zene                          | Alex North                                                         | Jelölés  |
| 1953 | Arany Glóbusz-díj          | Legjobb női mellékszereplő            | Mildred Dunnock                                                    | Jelölés  |
| 1953 | BAFTA-díj                  | Legjobb idegen színész                | Marlon Brando                                                      | Elnyerte |
| 1953 | BAFTA-díj                  | Legjobb film                          |                                                                    | Jelölés  |
| 1952 | Cannes-i filmfesztivál     | Legjobb színész                       | Marlon Brando                                                      | Elnyerte |
| 1952 | Cannes-i filmfesztivál     | Fesztiválnagydíj                      |                                                                    | Jelölés  |
| 1953 | Directors Guild of America | DGA-díj                               | Elia Kazan                                                         | Jelölés  |